# David Eppstein
David Eppstein (* 1963) ist ein US-amerikanischer Informatiker und Mathematiker.

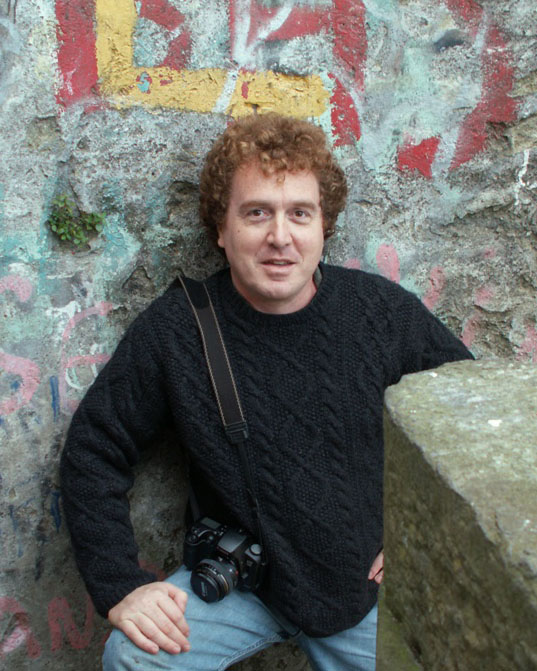
David Eppstein

Eppstein studierte an der Stanford University mit dem Bachelor-Abschluss 1984 und wurde 1989 an der Columbia University bei Zvi Galil promoviert (Efficient Algorithms for Sequence Analysis with Concave and Convex Gap Costs). Als Post-Doktorand war er am Xerox PARC Forschungszentrum und ab 1990 Assistant Professor und 1998 Professor an der University of California, Irvine in der Fakultät für Informatik. 2017 wurde er zum Fellow der American Association for the Advancement of Science gewählt.
Er befasst sich mit Geometrie (Computational Geometry, unter anderem Meshing), Graphen-Algorithmen, Computergraphik, Geographischen Informationssystemen und rechnergestützter Statistik. Bekannt sind auch seine Arbeiten zu k-Best-Algorithmen, unter anderem für das Kürzeste-Wege-Problem.
Er veröffentlichte auch über Zonotope, über das Apollonische Problem und Unterhaltungsmathematik.

## Schriften
- mit J.-Cl. Falmagne und S. Ovchinnikov: Media Theory: Interdisciplinary Applied Mathematics. Springer Verlag, 2008.
- mit R. Beigel: 3-coloring in time {\displaystyle O(1.3289^{n})}. In: J. Algorithms. Band 54, 2005, S. 168–204.
- mit S. Muthukrishnan: Internet packet filter management and rectangle geometry. In: 12th ACM-SIAM Symp. Discrete Algorithms. 2001, S. 827–835.
- Finding the k shortest paths. In: SIAM J. Comput.. Band 28, 1999, S. 652–673.
- mit N. Amenta und M. Bern: The Crust and the beta-skeleton: combinatorial curve reconstruction. In: Graphical Models and Image Processing. Band 60, 1998, S. 125–135.
- mit Z. Galil, G.F. Italiano und A. Nissenzweig: Sparsification: a technique for speeding up dynamic graph algorithms. In: J. ACM. Band 44, 1997, S. 669–696.
- mit M. Bern und J. Gilbert: Provably good mesh generation. In: J. Comp. Sys. Sci. Band 48, 1994, S. 384–409.